# Winkelsheide
Winkelsheide ist ein Stadtteil von Varel im Landkreis Friesland in Niedersachsen.

## Lage
Winkelsheide liegt ca. zwei Kilometer westlich der Stadt Varel am Jadebusen auf einer Höhe von ca. fünf Meter über NHN. Der Ort besitzt eine direkte Autobahnanbindung an die A 29 und liegt nur fünf Kilometer von der Küste des Jadebusens entfernt.

## Geschichte
Die ersten Erwähnungen des Ortes Winkelsheide gab es 1634, als der 1680 verstorbene Johann Winkelmann sich dort niederließ. Es wird vermutet, dass dies auch zur Namensgebung von Winkelsheide, das man um 1650 noch Winkels Heyde nannte, beitrug. Um 1800 hatte Winkelsheide, damals noch ein Teil der Borgsteder Bauerschaft, 15 Hausbesitzer zu verzeichnen.
Nach den Freiheitskriegen 1813–1815 wurden in Winkelsheide eine ganze Reihe neuer Häuser gebaut, so dass sich dort 1818 97 Einwohner und 19 Feuerstellen befanden. Im Jahre 1875 betrug die Einwohnerzahl schon 120, 1925 wurden 140 Einwohner gezählt.
Seit 1769 gibt es den Winkelsheider Krug, in dem zeitweise auch Back- und Braustuben vorhanden waren. Seit dem 20. Jahrhundert nannte sich der Krug „Dorfkrug Winkelsheide“, dessen lange Tradition 2005 zu Ende gegangen ist. Im Jahr 2006 gab es eine Neueröffnung des Dorfkrugs unter dem Namen „Dorfgrill“. In diesem Dorfgrill gibt es ein großes Sortiment allerlei verschiedener Gerichte. Unter anderem kann man dort auch Räume anmieten.
Heute ist Winkelsheide ein Ort, der überwiegend mit Einfamilienhäusern bebaut ist. Das angrenzende Gewerbegebiet profitiert durch die verkehrstechnisch günstige Anbindung an die A 29 – somit auch an die A 1 im Süden von Oldenburg und die A 28 westlich bzw. östlich von Oldenburg.
Der Ort war bis zum 30. Juni 1972 Teil der Gemeinde Varel-Land.

## Wirtschaft und Infrastruktur
Dem Ort vorgelagert befindet sich ein Industrie- und Gewerbegebiet. Im Ort befinden sich auch eine Bäckerei, eine Zimmerei, der erwähnte Dorfkrug sowie eine Schlosserei. Für den Brandschutz und die allgemeine Hilfe sorgt die Freiwillige Feuerwehr Borgstede-Winkelsheide, in der 43 Freiwillige ihren Dienst tun. Eine Dorfgemeinschaft zieht jedes Jahr Dutzende Winkelsheider (und Borgsteder) zu diversen Veranstaltungen zusammen.